# 盘谷寺站
盘谷寺站是一个侯月线上的铁路车站，位于河南省济源市盘谷寺，建于1995年，目前为四等站，邮政编码为454661。目前客运：办理旅客乘降；行李、包裹托运；不办理货运营业。